# Batalla del Blarathon
La Batalla del Blarathon, también conocida como la Batalla de Ganzak, se libró en 591, cerca de Gazaka, entre una fuerza combinada bizantina-persa y un ejército persa dirigido por el usurpador Bahram VI.

## Historia
El ejército combinado fue dirigido por Juan Mistacón, Narsés, y el rey persa Cosroes II. La fuerza bizantino-persa salió victoriosa, derrocando a Bahram Chobin del poder y restableciendo a Cosroes como gobernante del Imperio sasánida. Cosroes fue rápidamente reinstalado en el trono persa, y como se acordó, regresaron Dara y Silván. Además, aceptó una nueva división del Cáucaso por la cual los sasánidas entregaron a los romanos muchas ciudades, entre ellas Tigranocerta, Malazgirt, Doğubayazıt, Eleşkirt, Bagaran, Echmiadzin, Ereván, Ani, Kars y Zarishat. La mayor parte del Reino de Iberia, incluyendo las ciudades de Ardahan, Lori, Dmanisi, Lomsia, Mtskheta y Tontio se convirtieron en dependencias romanas. También, la ciudad de Citárea fue dada a Lázica, también una dependencia romana. La batalla de la Blarathon alteró el curso de las relaciones romano-persas de forma dramática, dejando a la primera en posición dominante. El alcance del control romano efectivo en el Cáucaso alcanzó su cénit.